# Ukraine Juniors 2021
Das Ukraine Juniors 2021 als bedeutendstes internationales Nachwuchsturnier der Ukraine im Badminton fand vom 13. bis zum 16. Mai 2021 im Olympic Reserves Stadium in Dnipro statt.

## Sieger und Platzierte
| Disziplin    | Gold                                 | Silber                           | Bronze                               |
| ------------ | ------------------------------------ | -------------------------------- | ------------------------------------ |
| Herreneinzel | Viacheslav Yakovlev                  | Vitaliy Reva                     | Volodymyr Koluzaiev                  |
| Herreneinzel | Viacheslav Yakovlev                  | Vitaliy Reva                     | Yevhenii Stolovoi                    |
| Dameneinzel  | Polina Buhrova                       | Maryja Stoljarenko               | Olga Tykhorskaya                     |
| Dameneinzel  | Polina Buhrova                       | Maryja Stoljarenko               | Anastasiia Yerokhina                 |
| Herrendoppel | Viacheslav Yakovlev Nikita Yeromenko | Volodymyr Koluzaiev Vitaliy Reva | Yehor Nechai Danylo Shevchuk         |
| Herrendoppel | Viacheslav Yakovlev Nikita Yeromenko | Volodymyr Koluzaiev Vitaliy Reva | Yehor Leontyev Yevhenii Stolovoi     |
| Damendoppel  | Polina Buhrova Maryja Stoljarenko    | Polina Tkach Olga Tykhorskaya    | Kateryna Boiko Daria Shevchenko      |
| Damendoppel  | Polina Buhrova Maryja Stoljarenko    | Polina Tkach Olga Tykhorskaya    | Oleksandra Botsman Daria Koshechkina |
| Mixed        | Viacheslav Yakovlev Polina Tkach     | Oskar Männik Ramona Üprus        | Vitaliy Reva Yana Sobko              |
| Mixed        | Viacheslav Yakovlev Polina Tkach     | Oskar Männik Ramona Üprus        | Yevhenii Stolovoi Yevheniia Kantemyr |